# 21st Century Breakdown
21st Century Breakdown là album phòng thu thứ tám của ban nhạc punk rock Mỹ Green Day. Đây là bài rock opera thứ hai tiếp nối thành công của album American Idiot. Đây cũng là album đầu tiên ban nhạc hợp tác với nhà sản xuất Butch Vig. Green Day bắt đầu làm việc từ tháng 1 năm 2006 và hát chính/tay guitar của nhóm Billie Joe Armstrong đã sáng tác kỷ lục 45 bài hát đến tháng 10 năm 2007. Tuy nhiên các thành viên khác lại không hoàn thiện nốt album phòng thu tới tháng 1 năm 2008.
Hãng Reprise đã phát hành album vào 15 tháng 5 năm 2009. Armstrong đã mô tả album như "một bản chụp thu nhỏ về cuộc sống hiện đại ngày nay, cũng như tự đặt cho ta câu hỏi về việc cố gắng khiến cho các hành động ích kỷ tiếp diễn xung quanh ta, dù cho đó là chính phủ, tôn giáo, phương tiện truyền thông hay sự thẳng thắn phản ánh bất kỳ chính quyền nào". Các đĩa đơn "Know Your Enemy" và "21 Guns" là những hình mẫu chủ đề về sự tha hóa và nỗi tức giận động cơ chính trị có trong lời bài hát.
Phản ứng của các nhà phê bình với 21st Century Breakdown nhìn chung là tích cực. Album đã giúp Green Day đạt được những thành công vang dội nhất từ trước đến nay khi đứng đầu các BXH album ở nhiều quốc gia, trong đó có Billboard 200 của Hoa Kỳ, European Top 100 Albums và UK Albums Chart. Ca khúc đã được trao Giải Grammy cho Album Rock xuất sắc nhất tại lễ trao Giải Grammy lần thứ 52 tổ chức ngày 31 tháng 1 năm 2010. Tình đến tháng 12 năm 2010, 21st Century Breakdown đã bán được hơn 1 triệu bản tại Hoa Kỳ và 4 triệu bản trên toàn cầu.

### Giải thưởng
| Ấn phẩm       | Khu vực  | Giải thưởng                                         | Năm  | Vị trí |
| ------------- | -------- | --------------------------------------------------- | ---- | ------ |
| Rolling Stone | Hoa Kỳ   | Best Albums of 2009                                 | 2009 | 5      |
| Kerrang!      | Anh Quốc | Reader's Choice: Best 50 Albums of the 21st Century | 2009 | 17     |
| Rhapsody      | Hoa Kỳ   | The 25 Best Albums of 2009                          | 2009 | 16     |

### Giải thưởng Album
| Năm  | Hạng mục                     | Giải thưởng              | Kết quả   |
| ---- | ---------------------------- | ------------------------ | --------- |
| 2009 | Giải Grammy                  | Album Rock xuất sắc nhất | Đoạt giải |
| 2009 | Teen Choice Awards           | Music Album Group        | Đề cử     |
| 2009 | TMF Awards                   | Best International Album | Đề cử     |
| 2009 | Kerrang!                     | Best Album               | Đề cử     |
| 2010 | MTV Video Music Awards Japan | Album của năm            | Đề cử     |
| 2010 | NME Awards                   | Best Album Worst Album   | Đề cử     |

## Danh sách Track
Tất cả lời bài hát được viết bởi Billie Joe Armstrong; tất cả nhạc phẩm được soạn bởi Green Day.
| STT | Nhan đề               | Thời lượng |
| --- | --------------------- | ---------- |
| 1.  | "Song of the Century" | 0:57       |

| Act I: Heroes and Cons | Act I: Heroes and Cons   | Act I: Heroes and Cons |
| STT                    | Nhan đề                  | Thời lượng             |
| ---------------------- | ------------------------ | ---------------------- |
| 2.                     | "21st Century Breakdown" | 5:09                   |
| 3.                     | "Know Your Enemy"        | 3:11                   |
| 4.                     | "¡Viva la Gloria!"       | 3:31                   |
| 5.                     | "Before the Lobotomy"    | 4:37                   |
| 6.                     | "Christian's Inferno"    | 3:07                   |
| 7.                     | "Last Night on Earth"    | 3:57                   |

| Act II: Charlatans and Saints | Act II: Charlatans and Saints    | Act II: Charlatans and Saints |
| STT                           | Nhan đề                          | Thời lượng                    |
| ----------------------------- | -------------------------------- | ----------------------------- |
| 8.                            | "East Jesus Nowhere"             | 4:35                          |
| 9.                            | "Peacemaker"                     | 3:24                          |
| 10.                           | "Last of the American Girls"     | 3:51                          |
| 11.                           | "Murder City"                    | 2:54                          |
| 12.                           | "¿Viva la Gloria? (Little Girl)" | 3:48                          |
| 13.                           | "Restless Heart Syndrome"        | 4:21                          |

| Act III: Horseshoes and Handgrenades | Act III: Horseshoes and Handgrenades                       | Act III: Horseshoes and Handgrenades |
| STT                                  | Nhan đề                                                    | Thời lượng                           |
| ------------------------------------ | ---------------------------------------------------------- | ------------------------------------ |
| 14.                                  | "Horseshoes and Handgrenades"                              | 3:14                                 |
| 15.                                  | "The Static Age"                                           | 4:17                                 |
| 16.                                  | "21 Guns"                                                  | 5:21                                 |
| 17.                                  | "American Eulogy" (A. "Mass Hysteria" / B. "Modern World") | 4:26                                 |
| 18.                                  | "See the Light"                                            | 4:36                                 |
| Tổng thời lượng:                     | Tổng thời lượng:                                           | 69:16                                |

### Bonus tracks
Tất cả lời bài hát được viết bởi Billie Joe Armstrong; tất cả nhạc phẩm được soạn bởi Green Day, ngoại trừ ghi chú.
| Amazon.com MP3 version | Amazon.com MP3 version | Amazon.com MP3 version |
| STT                    | Nhan đề                | Thời lượng             |
| ---------------------- | ---------------------- | ---------------------- |
| 19.                    | "Burnout" (live)       | 2:21                   |

| iTunes deluxe edition | iTunes deluxe edition                                               | iTunes deluxe edition | iTunes deluxe edition |
| STT                   | Nhan đề                                                             | Sáng tác              | Thời lượng            |
| --------------------- | ------------------------------------------------------------------- | --------------------- | --------------------- |
| 19.                   | "A Quick One, While He's Away" (originally performed by The Who)    | Pete Townshend        | 7:59                  |
| 20.                   | "Another State of Mind" (originally performed by Social Distortion) | Mike Ness             | 2:46                  |

| iTunes pre-order edition | iTunes pre-order edition                                   | iTunes pre-order edition | iTunes pre-order edition |
| STT                      | Nhan đề                                                    | Sáng tác                 | Thời lượng               |
| ------------------------ | ---------------------------------------------------------- | ------------------------ | ------------------------ |
| 21.                      | "That's All Right" (originally performed by Elvis Presley) | Arthur Crudup            | 2:01                     |
| 22.                      | "Like a Rolling Stone" (originally performed by Bob Dylan) | Bob Dylan                | 6:10                     |

| Japanese edition | Japanese edition | Japanese edition |
| STT              | Nhan đề          | Thời lượng       |
| ---------------- | ---------------- | ---------------- |
| 19.              | "Lights Out"     | 2:16             |

| Rhapsody version | Rhapsody version         | Rhapsody version |
| STT              | Nhan đề                  | Thời lượng       |
| ---------------- | ------------------------ | ---------------- |
| 19.              | "Know Your Enemy" (live) | 4:47             |
| 20.              | "The Static Age" (live)  | 4:30             |

| Target version bonus CD (Live in Japan) | Target version bonus CD (Live in Japan) | Target version bonus CD (Live in Japan) |
| STT                                     | Nhan đề                                 | Thời lượng                              |
| --------------------------------------- | --------------------------------------- | --------------------------------------- |
| 1.                                      | "American Idiot" (live)                 | 4:18                                    |
| 2.                                      | "Jesus of Suburbia" (live)              | 9:22                                    |
| 3.                                      | "Holiday" (live)                        | 4:34                                    |
| 4.                                      | "Are We the Waiting" (live)             | 2:49                                    |
| 5.                                      | "St. Jimmy" (live)                      | 2:58                                    |
| 6.                                      | "Boulevard of Broken Dreams" (live)     | 4:41                                    |

## Personnel
| Band - Billie Joe Armstrong – lead vocals, guitar, piano - Tré Cool – drums, percussion - Mike Dirnt – bass guitar, backing vocals Additional musicians - Jason Freese – piano - Tom Kitt – string arrangements - Patrick Warren – string conducting | Production - Butch Vig – producer - Chris Lord-Alge – mix engineer - Chris Dugan – engineer - Keith Armstrong; Nik Karpen; Wesley Seidman – assistant engineers - Brad Kobylczak; Joe McGrath; Andrew Schubert; Brad Townshend – additional engineering - Ted Jensen – mastering Artwork - Chris Bilheimer – design, photography, stencils - Andrew Black; Micah Chong; David Cooper – stencils - Marina Chavez – back cover photo |

## Lịch sử phát hành
| Khu vực  | Ngày tháng               | Nhãn               | Định dạng                   | Số nhãn      |
| -------- | ------------------------ | ------------------ | --------------------------- | ------------ |
| Toàn cầu | ngày 15 tháng 5 năm 2009 | Warner Music       | Digital download            | —            |
| Hoa Kỳ   | ngày 15 tháng 5 năm 2009 | Reprise            | CD, double LP               | 517153       |
| Anh Quốc | ngày 15 tháng 5 năm 2009 | Warner Music       | CD                          | 9362-49802-1 |
| Châu Âu  | ngày 15 tháng 5 năm 2009 | Warner Music       | CD                          | 9362-49802-1 |
| Úc       | ngày 15 tháng 5 năm 2009 | Warner Music       | CD                          | 9362498021   |
| Úc       | ngày 15 tháng 5 năm 2009 | Warner Music       | Deluxe CD                   | 9362497777   |
| Úc       | ngày 29 tháng 5 năm 2009 | Warner Music       | LP                          | 9362497853   |
| Nhật Bản | ngày 15 tháng 5 năm 2009 | Warner Music Japan | CD                          | WPCR-13377   |
| Nhật Bản | ngày 20 tháng 1 năm 2010 | Warner Music Japan | CD+DVD (Japan Tour Edition) | WPZR-30361   |
| Nhật Bản | ngày 11 tháng 7 năm 2012 | Warner Music Japan | CD (Japan Edition)          | WPCR-75691   |
| Nhật Bản | ngày 26 tháng 9 năm 2012 | Warner Music Japan | SHM-CD                      | WPCR-14540   |

## Bảng xếp hạng
| Xếp hạng (2009)                 | Vị trí cao nhất |
| ------------------------------- | --------------- |
| Australian Albums Chart         | 2               |
| Austrian Albums Chart           | 1               |
| Belgian Albums Chart (Flanders) | 2               |
| Belgian Albums Chart (Wallonia) | 3               |
| Canadian Albums Chart           | 1               |
| Czech Republic Albums Chart     | 1               |
| Danish Albums Chart             | 1               |
| European Top 100 Albums         | 1               |
| Finnish Albums Chart            | 3               |
| French Albums Chart             | 1               |
| German Albums Chart             | 1               |
| Hungarian Albums Chart          | 4               |
| Irish Albums Chart              | 2               |
| Italian Albums Chart            | 1               |
| Japanese Albums Chart           | 1               |
| Netherlands Albums Chart        | 4               |
| New Zealand Albums Chart        | 1               |
| Norwegian Albums Chart          | 1               |
| Polish Albums Chart             | 6               |
| Portuguese Albums Chart         | 2               |
| Spanish Albums Chart            | 1               |
| Swedish Albums Chart            | 1               |
| Swiss Albums Chart              | 1               |
| UK Albums Chart                 | 1               |
| US Billboard 200                | 1               |

| Xếp hạng (2009)                 | Vị trí |
| ------------------------------- | ------ |
| Australian Albums Chart         | 19     |
| Austrian Albums Chart           | 8      |
| Belgian Albums Chart (Flanders) | 41     |
| Belgian Albums Chart (Wallonia) | 53     |
| Canadian Albums Chart           | 19     |
| Danish Albums Chart             | 46     |
| Dutch Albums Chart              | 66     |
| European Top 100 Albums         | 11     |
| Finnish Albums Chart            | 7      |
| German Albums Chart             | 9      |
| Mexican Albums Chart            | 63     |
| New Zealand Albums Chart        | 13     |
| Swedish Albums Chart            | 20     |
| Swiss Albums Chart              | 16     |
| UK Albums Chart                 | 35     |
| US Billboard 200                | 25     |

## Chứng nhận
| Quốc gia                     | Chứng nhận  |
| ---------------------------- | ----------- |
| Argentina (CAPIF)            | Vàng        |
| Úc (ARIA)                    | Bạch kim    |
| Áo (IFPI Áo)                 | Bạch kim    |
| Brasil (Pro-Música Brasil)   | Vàng        |
| Canada (Music Canada)        | 2× Bạch kim |
| Đan Mạch (IFPI Đan Mạch)     | Vàng        |
| Phần Lan (Musiikkituottajat) | Vàng        |
| Pháp (SNEP)                  | Bạch kim    |
| GCC (IFPI Trung Đông)        | Bạch kim    |
| Đức (BVMI)                   | 3× Vàng     |
| Ireland (IRMA)               | Bạch kim    |
| Ý (FIMI)                     | Bạch kim    |
| Nhật Bản (RIAJ)              | Vàng        |
| New Zealand (RMNZ)           | Bạch kim    |
| Na Uy (IFPI)                 | Bạch kim    |
| Thụy Điển (GLF)              | Vàng        |
| Thụy Sĩ (IFPI)               | Bạch kim    |
| Anh Quốc (BPI)               | Bạch kim    |
| Hoa Kỳ (RIAA)                | Bạch kim    |
| Tổng hợp                     |             |
| Châu Âu (IFPI)               | Bạch kim    |